# Nerice davidi
Nerice davidi är en fjärilsart som beskrevs av Charles Oberthür 1881. Nerice davidi ingår i släktet Nerice och familjen tandspinnare. Inga underarter finns listade i Catalogue of Life.